# Oenanthe daucifolia
Oenanthe daucifolia är en flockblommig växtart som beskrevs av Heinrich Friedrich Link och Spreng.. Oenanthe daucifolia ingår i släktet stäkror, och familjen flockblommiga växter. Inga underarter finns listade i Catalogue of Life.